# Peter Benoit
 (novembre 2024).
Si vous disposez d'ouvrages ou d'articles de référence ou si vous connaissez des sites web de qualité traitant du thème abordé ici, merci de compléter l'article en donnant les références utiles à sa vérifiabilité et en les liant à la section « Notes et références ».
Pour les articles homonymes, voir Benoît.
Petrus Leonardus Leopoldus Benoit est un compositeur et professeur de musique belge né le 17 août 1834 à Harelbeke et mort le 8 mars 1901 à Anvers.

## Biographie

### 1834-1859
Peter Benoit reçut ses premières leçons de musique de son père, Petrus, qui était lui-même un musicien polyvalent du chœur et de l'orchestre paroissiaux et un enseignant de musique. C'est en tant que choriste de l'église Saint-Sauveur de sa ville natale que le jeune Benoit apprit à connaître la musique sacrée. En 1847, il était entré comme apprenti chez un pianiste et organiste de Desselgem, Pieter Carlier, auprès de qui il resta jusqu'en 1851. Il eut également des contacts avec les compositeurs Pieter Vanderghinste et Joannes Vandewiele de Courtrai. En 1851, il s'inscrivit au Conservatoire royal de Bruxelles où, outre les cours de piano de Jean-Baptiste Michelot et d'harmonie de Charles Bosselet, il suivit les cours de contrepoint, de fugue et de composition du directeur François-Joseph Fétis. En dépit des entraves d'ordre familial, financier et psychologique, il termina ses études après trois ans. Il reçut le diplôme d'harmonie et de composition en 1854 et remporta un 1er prix. 
En général, la littérature sur le compositeur situe le début de sa période nationaliste plus tardivement, vers l'époque où il écrivit des œuvres telles que l'Oratoire Lucifer ou De Schelde (L'Escaut, 1869) : Lucifer, parce que, dans cette œuvre, il opta pour la langue vernaculaire, et De Schelde pour son sujet historique et national et le traitement du Wilhelmus comme leitmotiv de Guillaume d'Orange. Cependant, Benoit avait déjà précédemment écrit quelques autres pièces sur des textes néerlandais, comme Het dorp in 't gebergte (1854, Le village dans les montagnes) et De Belgische Natie (1856, La Nation belge) et deux pièces de théâtre musical sur des textes de Jakob Kats (1804-1886). « L'éminent compositeur belge Pierre LL Benoit » ne devint donc pas d'un jour à l'autre « Peter Benoit, l'homme qui a appris à son peuple à chanter ». Ses idées nationalistes avaient déjà progressivement mûri après ses études au Conservatoire de Bruxelles, lieu où il entra en contact avec Charles-Louis Hanssens (1802-1871), un compositeur et chef d'orchestre de tendance orangiste, et avec le metteur en scène, autant anticlérical que flamingant, Kats. Cette prise de conscience ne fut pas un simple processus en ligne droite. Benoit fréquenta les salons francophones bruxellois et, après avoir remporté le prestigieux prix de Rome en 1857, il devint un compositeur estimé par l'ordre établi en Belgique. Il nourrit davantage ses idées sur le nationalisme et le naturalisme au cours du voyage d'études qu'il fit en Allemagne dans les années 1858-1859 en tant que lauréat du prix de Rome.
Benoit eut le soutien de François-Joseph Fétis, alors l'homme le plus puissant de la vie musicale belge, et il resta à Bruxelles afin de s'y préparer pour le prix de Rome, le prestigieux prix d'État pour la composition. Charles-Louis Hanssens, directeur du théâtre de la Monnaie, lui accorda son soutien. Benoit composa une symphonie, de la musique sacrée, des chansons sur des paroles françaises et néerlandaises, mais aussi des pièces vocales plus ambitieuses, les zangspelen (des œuvres théâtrales parlées et chantées), pour le théâtre populaire (Toneel der Volksbeschaving) de Jacob Kats. En 1855, Benoit reçut une mention honorable au prix de Rome et devint lauréat du 1er prix du célèbre concours avec sa cantate Le Meurtre d'Abel deux ans plus tard, à l'âge de 23 ans. Déjà en 1856, il dirigea l'orchestre du théâtre du Parc de Bruxelles. 
Grâce au prix de Rome, généralement destiné au voyage d'études en Italie, et après son début musical marqué par des mélodrames flamands et un petit opéra, il effectua un voyage d'études de quelques années en Allemagne, où il visita les centres les plus importants de la musique allemande (Cologne, Bonn, Leipzig, Dresde, Berlin et Munich en 1858), et en Hongrie. C'est ainsi qu'il fit la connaissance, notamment, de Franz Liszt.

### 1859-1863
Entre 1859 et 1863, comme tant de homologues européens, son ambition devint de faire reconnaître son talent de compositeur d'opéras à Paris, une consécration à laquelle il avait presque abouti. Après avoir dépensé sa bourse d'études, il s'établit donc à Paris, à partir du mois de mai 1859 et jusqu'en mars 1863, quoique interrompu par plusieurs visites à Bruxelles afin d'y défendre son travail. Le cycle pour piano Contes et Ballades (1861), reçu favorablement, fut souvent interprété. Contrairement à de nombreux virtuoses du piano qui avaient beaucoup de succès avec leurs propres compositions, Benoit écrivit ici plutôt une musique intime. Les critiques soulignèrent également l'intérêt que Benoit portait aux traditions folkloriques de sa région, marquant le tout début du nationalisme dans la musique, et la façon originale dont il introduisait celles-ci dans ses pièces pour piano. 
En 1861, il devint chef de la compagnie d’opérette du Théâtre des Bouffes-Parisiens, alors dirigée par Jacques Offenbach, à qui il succéda comme chef d'orchestre. Avec Les Bouffes-Parisiens, il apparut également à Vienne, Bruxelles et Amsterdam. Il revint définitivement en Belgique en 1863, où il connut le succès avec sa Messe solennelle.

### 1863-1877

#### Musique nationaliste
De retour en Belgique, où il obtint un grand succès avec son cycle religieux Quadrilogie, il fut largement considéré comme l'un des compositeurs les plus prometteurs. Cette réputation fut confirmée par ses concertos pour piano de 1864 et pour flûte de 1865, mais surtout par son Oratoire Lucifer de 1866, qui fut le début d'une longue collaboration avec le poète Emanuel Hiel (1834-1899), mais également celui, cette fois-ci irrévocable, de l'emploi de textes vernaculaires dans ses compositions. Ainsi, il incorpora une chanson populaire dans un poème symphonique pour piano et orchestre en 1864. Après son retour en Belgique, ses idées nationalistes se développèrent encore - notamment sous l'influence du poète Emanuel Hiel - de sorte qu'il put les appliquer après sa désignation comme directeur de l'École de musique d'Anvers (Antwerpsche Muziekschool) en 1867. Étant l'un des premiers représentants de ce courant européen de nationalisme musical, il nota ses théories sur le nationalisme dans la musique et sur sa réalisation dans l'enseignement et dans les concerts dans une impressionnante série d'essais et de polémiques souvent empruntés aux idées d'écrivains romantiques allemands et de philosophes comme Johann Gottfried Herder. 
En 1868, Benoit publia son article de base sur le nouveau mouvement musical nationaliste flamand : 
« Une école est une série d'hommes de la même race qui, progressivement, développent l'art afin d'élargir son domaine en introduisant de nouvelles formes et dont les œuvres sont liées par leur propre nature. C'est dans celle-là qu'ils se recréent sans cesse, parce qu'elle est la source de la vie où toutes les formes qui enrichissent l'art trouvent leur origine, et la seule base d'un développement logique et cohérent. »
Sur ce principe « nationaliste », il fonda toutes ses activités. Afin de créer un langage musical flamand particulier non corrompu par des influences étrangères, il proposa le retour aux sources en ce qui concerne la chanson populaire et la langue maternelle. Il considérait les chansons populaires comme les « messagers avant-coureurs de la musique nationale ». Elles sont les sources naturelles quoique cachées où le caractère essentiel de la musique nationale est stocké. Benoit sut intégrer la chanson populaire à la fois dans son enseignement et dans ses compositions. S'opposant à l'utilisation prédominante, dans l'enseignement et dans la pratique musicale, du français, outre de celle du latin (« vestige déformé d'époques et de peuples disparus depuis longtemps ») dans la musique de l'église, il recommandait l'usage de la langue maternelle – comme trait distinctif d'une nation – car uniquement celle-ci peut rendre l'art musical « humain » : 
« Un peuple qui ne parle pas sa propre langue ne sera jamais en état de créer des types mélodiques originaux […],. »
Dans le système politique belge de son époque, mettre en musique des textes néerlandais avait une grande valeur symbolique. Il fallut attendre jusqu'en 1865 pour que des candidats aux prix de Rome puissent également composer leur cantate sur un texte néerlandais. En 1846, le ministre responsable, de Theux, avait encore déclaré : 
« […] un peu de réflexion suffit pour indiquer qu'il ne peut s'agir que de la langue française, la langue la plus répandue, langue qui est du reste celle de l'enseignement musical dans notre pays. »
Benoit ne fut certainement pas le premier à composer des œuvres sur des textes vernaculaires, mais à partir de 1866, il s'y consacra exclusivement et avec détermination. Ses œuvres religieuses ne firent pas exception, ce qui est assez progressiste. Et il y a encore des éléments plus radicaux, voire visionnaires, dans la doctrine nationaliste de Benoit, comme son engagement en faveur de l'autonomie culturelle de la Flandre. Cet idéal était contesté par des compositeurs orientés davantage vers le « cosmopolitisme », comme François-Joseph Fétis (1784-1871), François-Auguste Gevaert (1828-1908) et Adolphe Samuel (1824-1898), qui considéraient la Belgique comme un domaine musical cohérent - un carrefour d'influences latines et germaniques - et qui rejetaient les écoles nationales parce qu'à leurs yeux, l'universalité est la caractéristique de toute musique de qualité.

#### Un système éducatif intégré
En outre, Benoit élabora un système éducatif intégré, destiné à la fois au public, aux amateurs et au musicien professionnel, englobant la vie musicale du plus petit village jusqu'à la grande ville. Le but de son enseignement n'était pas d'élever des virtuoses mais « des hommes et des femmes qui pensent » (Benoit a d'ailleurs introduit l'enseignement mixte) : « Les grands artistes n'existent pas pour ni en eux-mêmes. » Les compositeurs, autant que les interprètes, devaient se trouver au milieu du peuple, leur public. Cette dimension sociale se reflète aussi dans l'intention de Benoit d'éduquer le public par l'intermédiaire de ses conférences. Il voyait une ligne nécessaire partant du compositeur en passant par l'interprète pour aboutir à l'auditeur. Il considérait ce rapport comme tellement intense qu'à ses yeux, tout équilibre esthétique intime est appelé à disparaître lorsque ce lien serait rompu ou n'existerait pas. C'est pourquoi il croyait qu'une représentation ne serait authentique que dans le cas où les musiciens auraient la même nationalité que le compositeur. À cause de cette relation intense entre messager et destinataire, Benoit décida d'adapter au grand public son idiome jusque-là qualifié d'original et de contemporain par la critique intérieure et étrangère. Il voyait la musique comme « l'une des armes les plus puissantes de la propagande » du mouvement flamand, mais se posait la question de savoir comment on peut élever les gens par l'intermédiaire d'un langage musical qu'ils ne comprennent pas. Benoit se vit alors forcé d'écrire une musique plus adaptée au peuple. 
Benoit ayant de bons contacts à Anvers, ville où il était soutenu par la famille Teichmann, le conseil communal d'Anvers le nomma directeur de l'École de musique flamande (Vlaamsche Muziekschool) le 3 juin 1867. C'est dans cette position qu'il élaborait, dans ses nombreux écrits, l'idée d'une « instruction nationale avec et par la langue maternelle », pour ensuite développer un programme général d'apprentissage. S'étant vu confier la direction de l'École de musique flamande d'Anvers, il en accomplit la transformation en Conservatoire royal flamand (Koninklijk Vlaamsch Muziekconservatorium) à part entière en 1898. Il y introduisit l'enseignement dans la langue maternelle néerlandaise. 
En dehors de l'emploi de la langue, un autre facteur important de ses conceptions de la musique nationale était la chanson populaire dans laquelle Benoit voyait incarné le tempérament d'un peuple. Il la considérait comme annonciatrice de la musique nationale. À partir de l'oratorio De Schelde (L'Escaut, 1869), il appliquait également, dans ses compositions, les idées musicales qu'il avait développées et qui étaient basées sur les différences de style des nations. Dans les années 1870, il écrivit encore quelques pièces très personnelles comme Liefdedrama aan zee (Drame d'amour à la mer, 1872) et Oorlog (Guerre, 1873) ; comme il voulait largement diffuser ces idées, il simplifia son idiome et ne composa désormais quasiment que de la musique vocale. Afin d'atteindre un public plus large, il composait des cantates sur des sujets nationaux et historiques, destinées à être exécutées en plein air. Ceci eut une influence sur l'interprétation. Pour des raisons pédagogiques, Benoit voulait, dans la mesure du possible, associer autant d'interprètes que possible à ses œuvres. Ces œuvres étaient donc conçues pour des chœurs et orchestres de taille ; il employait donc des chœurs essentiellement homophones, une orchestration colorée, des mélodies simples mais attrayantes et des effets dramatiques. C'est un art communautaire, écrit dans le but d'édifier le peuple et ayant pour objectif de faire passer haut et clair le message.

### 1877-1901

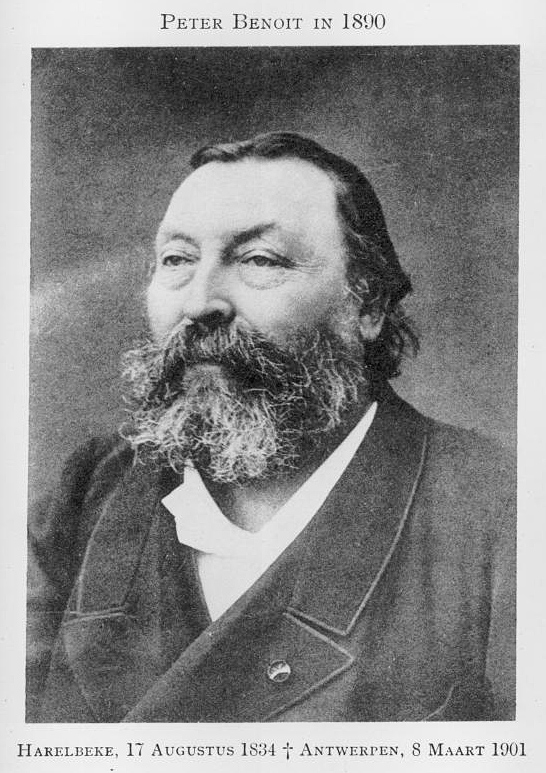
Le compositeur belge Benoit en 1890.

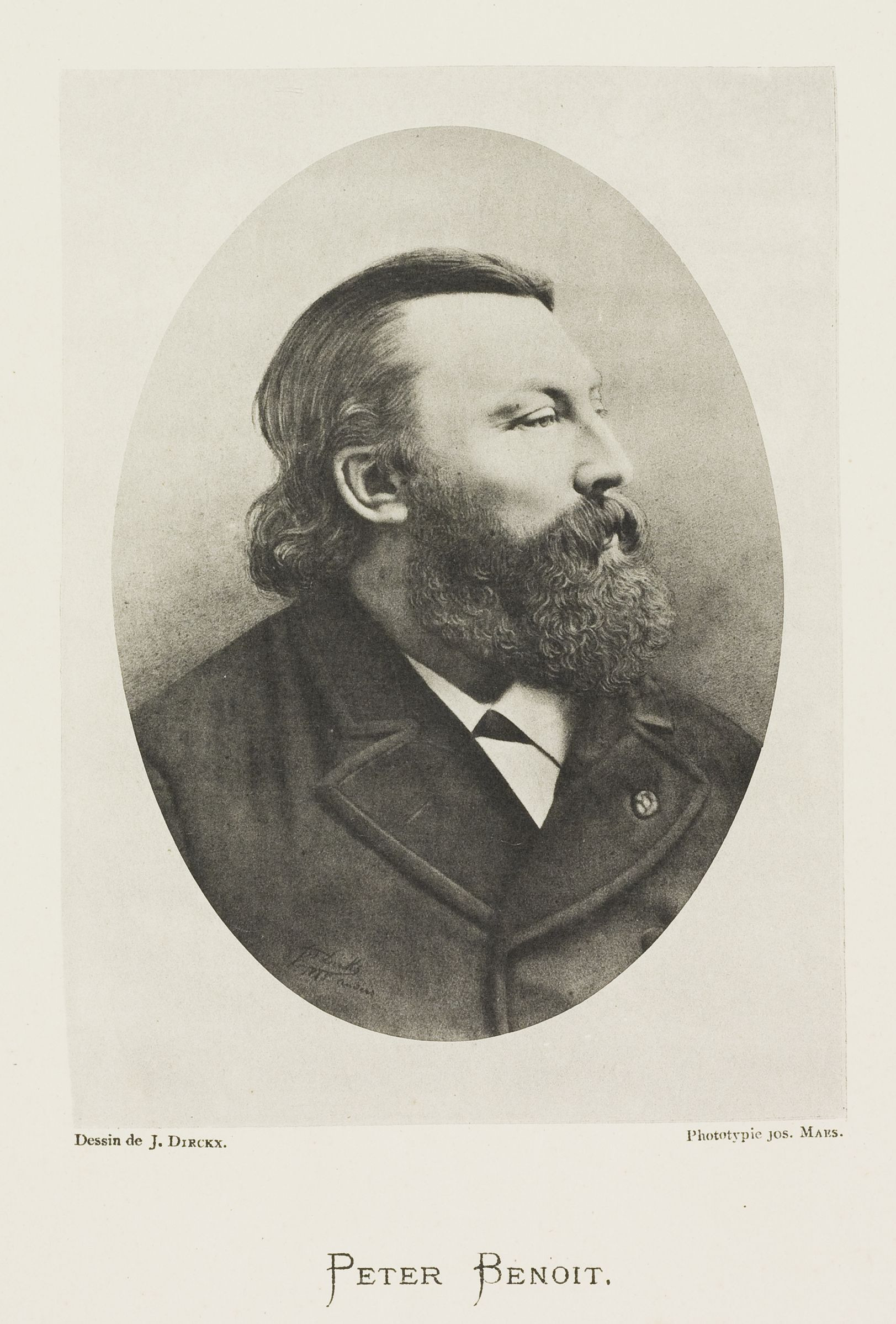
Le compositeur belge Peter Benoit avant 1900.

À partir de la cantate Rubens (1877), dont le texte est de Jules De Geyter, il exprimait ses convictions nationalistes en musique principalement dans ses chansons, chœurs et cantates, souvent conçus pour être représentés en plein air. Ses cantates rendent hommage à des personnages historiques (Van Rijswijckcantate, Ledeganckcantate) ou chantent la louange de la créativité humaine assurant la paix, le bonheur et le bien-être de la patrie (L'hymne à la beauté, L'hymne au progrès). Pour obtenir ce résultat, il appliquait un style accessible employant des mélodies dynamiques, de nombreux passages à l'unisson, une instrumentation abondante et des orchestrations colorées. Sans contredit, il s'agit d'un phénomène unique dans l'histoire de la musique dans la mesure où un compositeur confère une importance secondaire à sa vocation artistique pour se concentrer sur sa tâche socioculturelle, et cela au moment où il écrivit, avec Drama Christi, Liefdedrama (Drame d'amour) et De Oorlog (La guerre), ses œuvres les plus personnelles. On ne peut accuser Benoit d'un nationalisme étroit, ne fût-ce qu'à cause de cette dimension sociale omniprésente. Il préconisait l'autodétermination de toute nation. Son nationalisme trouve ses origines dans un mouvement d'émancipation et n'implique aucun sentiment de supériorité par rapport aux autres peuples. Ce sont précisément la variété et l'individualité de toutes les nations qui contribuent à l'enrichissement de l'humanité. Ce n'est que quand un pays a acquis son identité, qu'il peut entrer en dialogue avec d'autres nations. En sa qualité de chef d'orchestre, Benoit dirigeait non seulement des œuvres de compositeurs d'autres écoles nationales, mais également un bon nombre de pièces écrites par des compositeurs wallons, tels que Grétry, Fétis et Radoux, et - malgré son aversion contre la francofolie, la Franschelarij – par des compositeurs français, tels que Berlioz, Gounod ou Saint-Saens. 
La vie et les œuvres de Peter Benoit sont illustrées, de façon appropriée, par la plus célèbre de ses chansons, Mijn Moederspraak, (en version française connue sous le titre À tes accents, échos du ciel, 1889).
Benoit meurt à Anvers en 1901.

## Influence

### Dans la musique
Son rôle fut à la fois culturel et politique. Sa musique, d'un lyrisme coloré, parcourue d'élans postromantiques et épiques, est une référence à laquelle le public est demeuré fidèle comme à celle d'un barde national. Outre par ses œuvres pour orchestre et ses opéras flamands, Benoit est surtout resté connu pour de vastes partitions avec chœurs : De Schelde (l'Escaut), De Oorlog (la Guerre), Anvers (Anvers), etc. Les compositions de Benoit ont été interprétées avec succès à Paris, Amsterdam, Londres, Vienne et même en Amérique. La troisième fantaisie pour piano a été arrangée pour harmonie par Arthur Prévost, chef de la Grande Harmonie de 1918 à 1945.

### Dans le mouvement nationaliste
À l'instar de Wagner, Peter Benoit créa un art musical susceptible d'exprimer pleinement le caractère propre à la nation flamande. Comme l'un des premiers au sein du mouvement européen du nationalisme musical, Benoit écrivait des essais élaborés et des polémiques afin de défendre ses idées face à l'ordre établi belge. Il considérait comme essentielle l'utilisation de la langue maternelle dans l'enseignement de la musique. Étant convaincu que le caractère national était mieux préservé dans la chanson populaire, il souhaitait établir sa nouvelle musique flamande sur celle-ci. 
Parmi ses élèves, on retrouve les compositeurs flamands Lodewijk Mortelmans et Jan Blockx ; le dernier était son successeur comme directeur du Conservatoire. Benoit exerçait sur eux une grande influence, comme d'ailleurs sur Émile Wambach. Son influence en tant que chef principal du mouvement nationaliste pour une musique flamande était si intense, qu'il restait peu de place pour les compositeurs qui travaillaient en dehors des tendances nationalistes. De plus, beaucoup de ses disciples confondaient fins et moyens et considéraient son art communautaire et nationaliste comme la pierre angulaire de toute la production musicale flamande. Les compositeurs qui, en préconisant un art musical autonome correspondant aux courants contemporains en Europe, ne se mettaient pas entièrement au service de la musique flamande ont parfois été condamnés par ses successeurs.

### Dans l'enseignement
Il plaida, entre autres, pour la néerlandisation de l'enseignement de la musique, pour la musique sacrée en langue vernaculaire, pour l'opéra flamand, pour un festival flamand, pour le théâtre musical flamand dans les petites villes et pour la coopération culturelle avec les Pays-Bas. Bien que Benoit n'eût pu réaliser tous ses projets pour une vie musicale intégrée destinée à la fois au public, à l'amateur et au musicien professionnel, il réalisa néanmoins plusieurs de ses projets controversés, comme la création d'un théâtre lyrique néerlandais (Nederlandsch Lyrisch Tooneel ; l'ancêtre de l'Opéra flamand) et l'accès de son école musicale au statut des autres conservatoires royaux, même s'il lui fallut attendre jusqu'en 1898 avant de voir son rêve devenir réalité. Cette institution a conservé certaines de ses idées et structures jusqu'à ce jour. Avec ses « compositions populaires », il parvint à atteindre un public assez large et à enthousiasmer les masses.

### Divers
L'école de musique de son village natal, Harelbeke, porte son nom. 
On a souvent prétendu que Benoit, comme tant de célèbres belges du XIXe siècle, était un franc-maçon sans que l'on en fournisse la preuve. Les chercheurs considèrent cette allégation comme douteuse.
La principale de Neder-Over-Heembeek se nomme place Peter Benoit.

## Compositions

### Théâtre musical

#### Opéras
| Terminé en | titre                              | actes   | première                   | livret                         |
| ---------- | ---------------------------------- | ------- | -------------------------- | ------------------------------ |
| 1855       | De Belgische Natie                 |         |                            | d’après un poème de Jacob Kats |
| 1856       | Het dorp in 't gebergte            |         |                            | Jacob Kats                     |
| 1859       | De Elzenkoning - Le Roi des Aulnes | 1 acte  | 2 décembre 1859, Bruxelles | E. Castin                      |
| 1864       | Isa                                | 3 actes | 24 février 1867, Bruxelles | Emanuel Hiel                   |
| 1876       | Charlotte Corday                   | 5 actes | 18 mars 1876, Anvers       | Ernest Van der Ven             |
| 1876       | De Pacificatie van Gent            | 5 actes | 3 septembre 1876, Gand     | Emiel Van Goethem              |
| 1892       | Karel van Gelderland               | 5 actes | 29 septembre 1892, Anvers  | Frans Gittens                  |
| 1893       | Het Meilief                        | 3 actes | 12 octobre 1893, Izegem    | Julius De Meester              |
| 1895       | Pompeïa                            | 5 actes |                            | Frans Gittens                  |

#### Autres
- 1871 't Leven is Liefde. Poème de Johan Alfred De Laet.
- 1879 Joncvrouw Kathelijne, drame romantique. Poème de Julius De Geyter.
- 1886 Juicht met ons (Buls cantate), théâtre populaire en un acte. Poème d'Emanuel Hiel.
- 1897 Sterftoneel van Van Blek, pièce lyrique parlée, accompagnée d'un petit orchestre. Texte de Frans Gittens.

### Musique vocale

#### Oratorios
- 1857 Abels moord. Poème de Clemens Wytsman.
- 1865 Prometheus. Poème d'Emanuel Hiel.
- 1865 Lucifer. Poème d'Emanuel Hiel.
- 1868 De Schelde. Texte d'Emanuel Hiel.
- 1873 De Oorlog. Poème de Jan van Beers.
- 1889 De Rijn. Poème de Julius De Geyter.

#### Cantates
- 1857 Le Meurtre d'Abel
- 1874 De Vlaamsche Leeuw. Poème d'Edmont Van Herendael.
- 1874 Feestmarsch (cantate pour le théâtre). Poème d’Emanuel Hiel. Marche écrite à l’occasion de la pose de la première pierre du théâtre néerlandais à Anvers.
- 1875 De Leie. Poème d’Adolf Verriest.
- 1877 Vlaanderens kunstroem (Rubenscantate). Poème de Julius De Geyter.
- 1878 De Wereld in! (kindercantate). Paroles de Julius De Geyter.
- 1880 Hucbald. Poème de Julius De Geyter.
- 1880 Breidel-marsch. Paroles de Karel Victor Hippoliet de Quéker.
- 1880 Triomfmarsch (De Genius des Vaderlands). Paroles de Julius De Geyter.
- 1880 De muze der geschiedenis. Paroles de Julius De Geyter.
- 1882 Hymnus aan de Schoonheid. Poème d’Emanuel Hiel.
- 1884 Kinderhulde aan een Dichter (Van Rijswijck-cantate). Paroles de Julius De Geyter.
- 1885 Feestzang (Hymnus aan de Vooruitgang). Paroles de Jan van Beers.
- 1885 Domine salvum fac regem en Brabançonne.
- 1886 Treur- en triomfzang, (Conscience-cantate). Poème de Victor Alexis de la Montagne.
- 1887 Stichting van het Gemeentehuis te Schaarbeek. Poème symphonique. Poème d'Emanuel Hiel.
- 1888 Heilgroet aan den Hoogachtbaren Heer Polydoor De Keyser, Lord-Major van Londen, in zijn vaderstad Dendermonde. Paroles d'Emanuel Hiel.
- 1888 Welkom der Stad Brussel aan den Hoogachtbaren Heer Polydoor De Keyser, Lord-Major van Londen, op 9 oktober 1888. Poème d'Emanuel Hiel.
- 1893 Goedheil. Paroles de Dr Constant Jacob Hansen.
- 1897 Volkshulde aan een Dichter (Ledeganck-cantate). Poème de Jan Bouchery.

#### Chœura cappella
- 1864 Mozes op den Sinaï. Traduction néerlandaise de Worp, d'après Alphonse de Lamartine. Double chœur d’hommes.
- 1877 Anvers. Poème de Frans de Cort. Triple chœurs d'hommes.
- 1879 Het Dietsche Bloed. Poème de Dr Constant Jacob Hansen. Chœur mixte.
- 1886 De Maaiers. Poème de Napoleon Destanberg. Chœurs d’hommes double et triple.
- 18?? Aan de Goede Negen. Chœur d'hommes.
- 18?? Welkom. Poème de Virginie Loveling. Pour voix de sopranos, d'altos et de basses.

#### Musique sacrée destinée aux salles de concert
- Tetralogie (1859-1863), comprenant :
  - 1859 Kerstmis
  - 1860 Messe solennelle
  - 1862 Te Deum
  - 1863 Requiem
- 1871 Drama Christi
- 1871 Onze Vader

#### Musique liturgique, destinée à l'Église
- 1858 Ave Maria
- 18?? Kleine Mis
- 1859 Twee en dertig Latijnsche gezangen (motets).
- 1871 Ave Maria. Marche de célébration.

### Harmonie et fanfare
- 1856 Ouverture fantastique
- Derde Fantasie
- Lied der Vlamingen
- Rubensmars
- Van Rijkswijkmars

### Autres
- Concerto pour flûte et orchestre, poème symphonique, opus 43a
- Concerto pour piano et orchestre, poème symphonique, opus 43b
- Le roi des aulnes
- Mijn moederspraak
- Opgewekt, pour hautbois seul

## Discographie
- Hoogmis (Messe Solennelle) – Donald George, ténor ; Chœur et Orchestre philharmonique BRTN, dir. Alexander Rabbari (concert 14 mai 1993, Discover DICD 920178 / Koch International / Etcetera) (OCLC 277273748 et 1052464904)
- Concerto pour flûte et orchestre, op. 43a (Conte symphonique) ; Concerto pour piano et orchestre, op. 43b (Conte symphonique) & Le Roi des aulnes (Ouverture) : Gaby Van Riet (flûte) ; Luc Devos (piano) ; Royal Flanders Philharmonic Orchestra, dir. Frederic Devreese (1995, Marco Polo)
- Poème symphonique pour piano et orchestre, op. 43, version originale –Sinfonieorchester St Gallen, piano et dir. Howard Shelley (2020, Coll. The Romantic Piano Concerto no 80, Hyperion CDA 68264) — avec Auguste Dupont, Concerto pour piano & orchestre no 3 en fa mineur op. 49.

### Sur Peter Benoit

#### Livres
- (nl) Baccaert, H., Peter Benoit, een kampioen der nationale gedachte, Anvers, 1919.
- (nl) Berglede, Marc van, Peter Benoit, 1834-1901, Opdebeck, Anvers, 1951, 32 S.
- (fr) Borren, Charles van den, Peter Benoit, Office de Publicité, Bruxelles, 1942.
- (nl) Corbet, August Louis Marcel, Peter Benoit, leven, werk en beteekenis. Standaard, Anvers, 1943, 535 p.
- (nl) Corbet, August Louis Marcel, (rédaction), Geschriften van Peter Benoit, Nederlandsche Boekhandel, Anvers, 1942, 167 p.
- (nl) Corbet, August Louis Marcel ; Janssens, Bert et Huylebroeck, Lies, Het televisieprogramma Peter Benoit, BRT, Bruxelles, 1963, 32 p.
- (nl) Douliez, Paul, Peter Benoit, Gottmer, Haarlem / Anvers, 1954, 2e impression 1959.
- (nl) Melis, H., Peter Benoit. Eenige woorden over zijn leven, zijne werken en zijne school, Anvers, 1892.
- (nl) Mueren, Flor Van der, Benoit, man van zijn volk, Davidsfonds, Louvain, 1935.
- (nl) Mueren, Flor Van der, Peter Benoit in het huidig perspectief. Halewijnstichting, Anvers, 1968, 186 p.
- (nl) Pelemans, Willem, De Vlaamse muziek en Peter Benoit. Hoste, Bruxelles, 1971, 108 p.
- (nl) Pols, André M., Het leven van Peter Benoit, Arbeiderspers, Bruxelles / Amsterdam, 1965. 46 p.
- (nl) Schmook, Gerard Edward Karel, Peter Benoit. Ontwikkeling, Anvers, 1960, 71 p.
- (nl) Schmook, Gerard Edward Karel, Peter Benoits onrust. Hertoetst aan oud beproefd en nieuw onder de hand gekomen materiaal, 1980. Metropolis, Anvers, 1983.
- (nl) Somers, Marc et Leytens, Luc, Peter Benoit, 1834-1901. Groot zij alleen wie verrukt en bezielt!, Kredietbank, Bruxelles, 1984, 53 p.
- (nl) Vanderlinden, M., Opstellen van en over Peter Benoit in Vlaamse kulturele tijdschriften van 1867 tot 1914. Kritische studie van de gedachteninhoud der muzikale Vlaamse Beweging, Louvain-la-Neuve, U.C.L., mémoire de licence inédit (section philologie germanique), 1970.
- (nl) Willaert, Hendrik, Peter Benoit, de Levenswekker, Bruxelles, BRT, 1984  (ISBN 90-70447-16-9)
- (nl) Willaert, Hendrik et Dewilde, Jan, 150 jaar muziekleven en Vlaamse Beweging. Het lied in ziel en mond, Lannoo, Tielt, 1987  (ISBN 90-209-1424-3)

#### Articles
- (nl) Ameye, C.E., Herinneringen aan Peter Benoit, dans : De Vlaamse Gids, XXXV, 1951, p. 137-149.
- (nl) Ameye, C.E., Peter Benoit te Harelbeke, dans : De Vlaamse Gids, XXXV, 1951, p. 605-608.
- (nl) Bouchery, J., et autres, De Vlaamsche Kunstbode, avril 1901, Peter Benoitnummer.
- (nl) Corbet, August Louis Marcel, Peter Benoit als Conservatoriumsdirecteur, Revue belge de musicologie, 5 (1951), p. 61-68.
- (nl) Corbet, August Louis Marcel, Brieven van Peter Benoit, dans : Nieuw Vlaams Tijdschrift, V, 1951, p. 528-543.
- (nl) Corbet, August Louis Marcel, Het œuvre van Peter Benoit in de tijd beschouwd, dans : Band, X, 1951, p. 363-368.
- (nl) Corbet, August Louis Marcel, Muzikale analyse van Charlotte Corday, Peter Benoitfonds, Anvers, 1961, 22 p.
- (nl) Corbet, August Louis Marcel, Peter Benoit, Eugeen Van Oye en het liefdesdrama aan zee, dans : De Vlaamse Gids, XLV, 1961, p. 644-648.
- (nl) Corbet, August Louis Marcel, Lucifer; oratorium in drie delen. Algemene beschouwingen en muzikale analyse, Kultuurraad voor Vlaanderen, Anvers, 1962, 32 p.
- (nl) Ghyssaert, J.J., Muzikale bedrijvigheid in de St. Salvatorskerk te Harelbeke, tot en met Peter Benoit, Revue belge de musicologie. 5 (1951), p. 75-89.
- (fr) Kufferath, Maurice, Peter Benoit, dans : Revue de Belgique, octobre 1897, p. 176-183
- (nl) N.N., Privilegie der Franco-Belgische Poëzy, dans : De Eendragt. Veertiendaegsch Tydschrift voor Letteren, Kunsten en Wetenschappen, du 20 décembre 1846, p. 57-58
- (nl) Sabbe, Julius, Ons Vlaamsch Staats-conservatorium en Peter Benoit, dans : Tijdschrift van het Willemsfonds, II, tome 1, 6 juin 1897, p. 321-337.
- (nl) Sabbe, Julius, Peter Benoit. In memoriam, dans : Tijdschrift van het Willemsfonds, année VI, tome 1, 6 avril 1901, p. 321-339
- (nl) Sabbe, Julius, Peter Benoit. De Vlaming, dans : Tijdschrift van het Willemsfonds, année VI, tome 2, 7 mai 1901, p. 5-29.
- (nl) Sabbe, Julius, Peter Benoit. Zijn leven, zijne werken, zijne betekenis, Gand, Willemsfonds, 1934, 118 p.
- (nl) Sabbe, Maurits, Benoit en Hiel, dans : Verslagen en Mededeelingen van de Koninklijke Vlaamsche Academie, 1934, p. 749-756.

### Livres de référence
- (en) Bierley, Paul E. et Rehrig, William H., The heritage encyclopedia of band music: composers and their music, Westerville, Ohio, Integrity Press, 1991  (ISBN 0-918048-08-7)
- (nl) Buyssens, Marie-Thérèse, Van Private Muziekschool tot Koninklijk Vlaams Muziekconservatorium, Anvers, Koninklijk Vlaams Muziekconservatorium, Bruxelles, Grafische dienst van het ministerie van nationale opvoeding en Nederlandse cultuur, 1981, 106 p.
- (nl) Dewilde, Jan, Nationalistische muziek in Vlaanderen, dans : Louis Peter Grijp, Een muziekgeschiedenis der Nederlanden, Amsterdam / Utrecht / Kapellen, Meertens Instituut / Koninklijke Vereniging voor Nederlandse Muziekgeschiedenis, Amsterdam University Press-Salomé, éd. Pelckmans, 2001, p. 455-460 + CD-rom  (ISBN 978-90-5356-903-0)
- (fr) Fétis, François-Joseph, Biographie universelle des musiciens et bibliographie générale de la musique, Paris, Firmin-Didot et Cie, 1881-1889, 8 vol., supplément et complément, 2 vol.  (ISBN 2-84575-049-8), réédition 2006, Adamat Media Corporation  (ISBN 0-543-98534-2) (paperback),  (ISBN 0-543-98533-4) (hardcover)
- (de) Goldberg, Adolph et Ventzke, Karl, Komponisten, dans : Porträts und Biographien hervorragender Flöten-Virtuosen, -Dilettanten und -Komponisten, réimpression, d. Ausg. Berlin, 1906, Celle, Moeck Verlag, 1987, 124 p.  (ISBN 978-3-87549-028-2)
- (nl) Hemel, Victor van, Voorname belgische toonkunstenaars uit de 18de, 19de en 20ste eeuw, Anvers, éd. Cupido, 1958, 84 p.
- (fr) Jooris, L.E., Memorial usuel : des musiciens et dilettanti, Bruxelles, Imprimerie A. et C. Denis frères, 1911
- (en) Leirens, Charles, Belgian music, New York, Belgian Government Information Center, 1963
- (en) Malan, Jacques Philip, South African music encyclopedia, Le Cap, Oxford University Press, 1979, 4 vol.  (ISBN 0-86965586-8)
- (af) Merwe, F. Z. van der, Suid-Afrikaanse musiekbibliografie : 1787-1952, 1974
- (fr) Pinsart, Gérard, Ces musiciens qui ont fait la musique. Autographes et manuscrits musicaux du 16e au 20e siècle, catalogue d'exposition, (Musée royal de Mariemont du 26 octobre 1985 au 31 mars 1986), Morlanwelz, musée royal de Mariemont, 1985-1986, 251 p.
- (nl) Robijns, Jozef, et Zijlstra, Miep, Algemene muziekencyclopedie, Haarlem,  Le Coq, (1979)-1984  (ISBN 978-90-228-4930-9)
- (nl) Schrijver, Karel De, Bibliografie der Belgische toonkunstenaars sedert 1800, Louvain, Vlaamse drukkerij, 1958, 152 p.
- (fr) Stehman, Jacques, Histoire de la musique en Belgique, ministère de la Défense nationale, 1950
- (de) Suppan, Wolfgang et Suppan, Armin, Das Neue Lexikon des Blasmusikwesens, 4e impression, Freiburg-Tiengen, Blasmusikverlag Schulz GmbH, 1994  (ISBN 3-923058-07-1)
- (de) Suppan, Wolfgang, Das neue Lexikon des Blasmusikwesens, 3e impression, Freiburg-Tiengen, Blasmusikverlag Schulz GmbH, 1988  (ISBN 3-923058-04-7)
- (de) Suppan, Wolfgang, Lexikon des Blasmusikwesens, 2e édition augmentée, Freiburg-Tiengen, Blasmusikverlag Fritz Schulz, 1976